# Sugihwaras (Ngoro)
Sugihwaras is een bestuurslaag in het regentschap Jombang van de provincie Oost-Java, Indonesië. Sugihwaras telt 3625 inwoners (volkstelling 2010).